# Catholicisme traditionaliste
Pour les articles homonymes, voir traditionalisme.
 (mars 2024).
Si vous disposez d'ouvrages ou d'articles de référence ou si vous connaissez des sites web de qualité traitant du thème abordé ici, merci de compléter l'article en donnant les références utiles à sa vérifiabilité et en les liant à la section « Notes et références ».

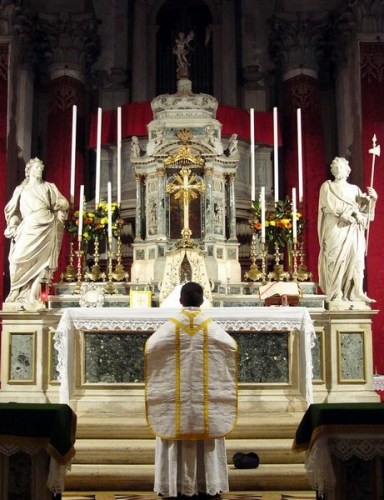
Messe selon la forme tridentine du rite romain célébrée en l'église San Simeone Piccolo de Venise.

Le catholicisme traditionaliste (ou traditionalisme) est un courant religieux du catholicisme né en réaction au concile Vatican II. Outre le rejet de la réforme liturgique, les principaux sujets d'opposition doctrinale sont la liberté religieuse, l'œcuménisme et la collégialité.

## Caractéristiques

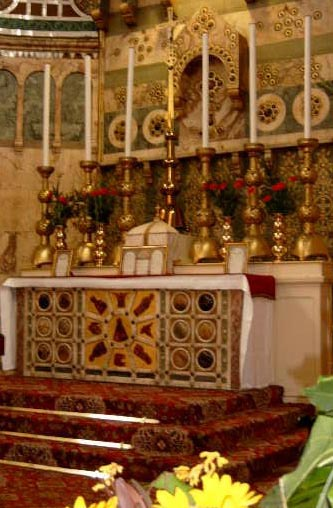
Autel prêt pour la messe selon la forme tridentine du rite romain.

Les catholiques traditionalistes sont attachés à la forme du rite romain issue du concile de Trente (1545-1563), connue aussi sous les noms de « messe tridentine » ou de « messe de saint Pie V » par opposition à la  messe de Paul VI issue du concile Vatican II.

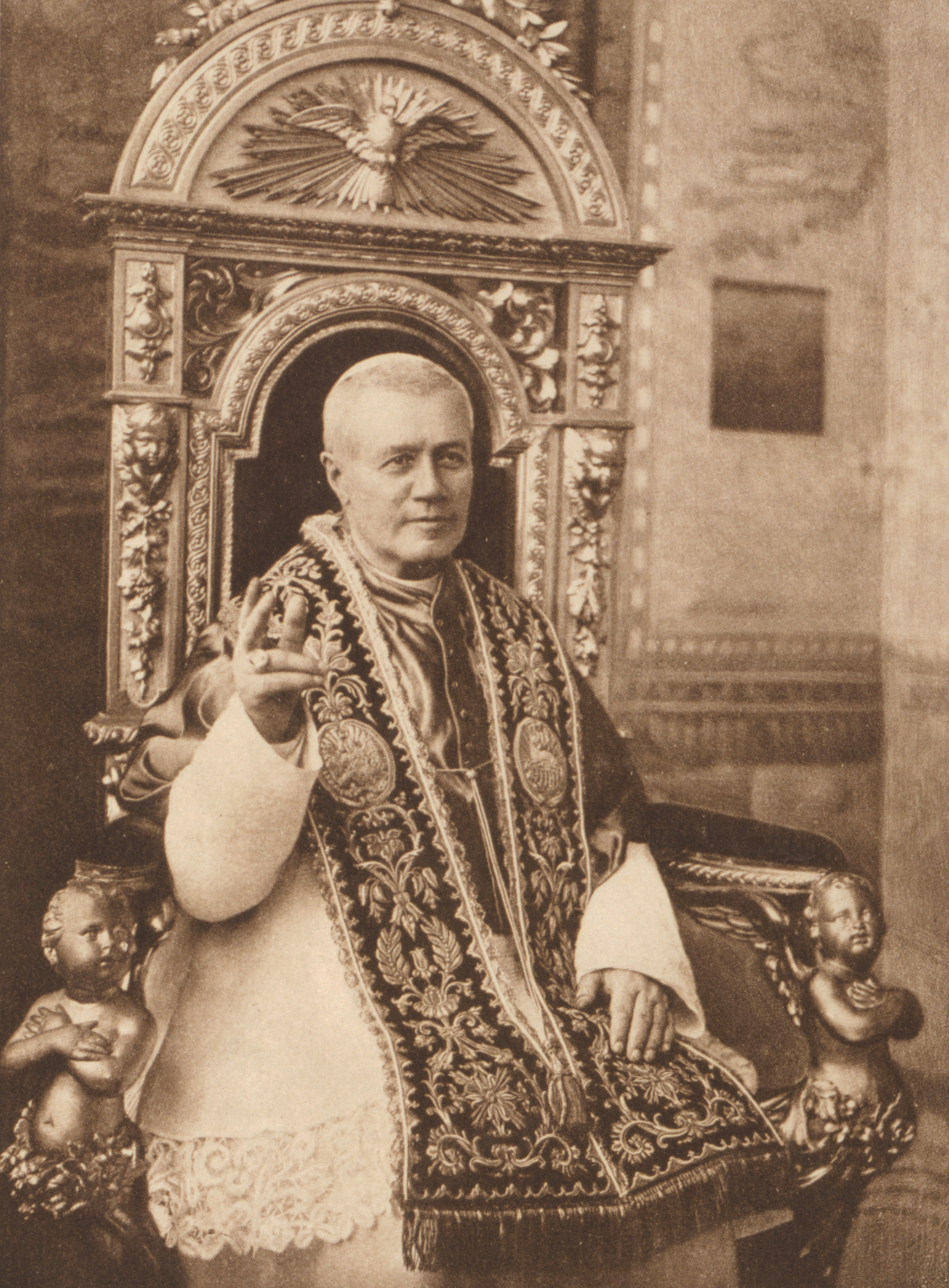
Pie X en 1903.

## Origine

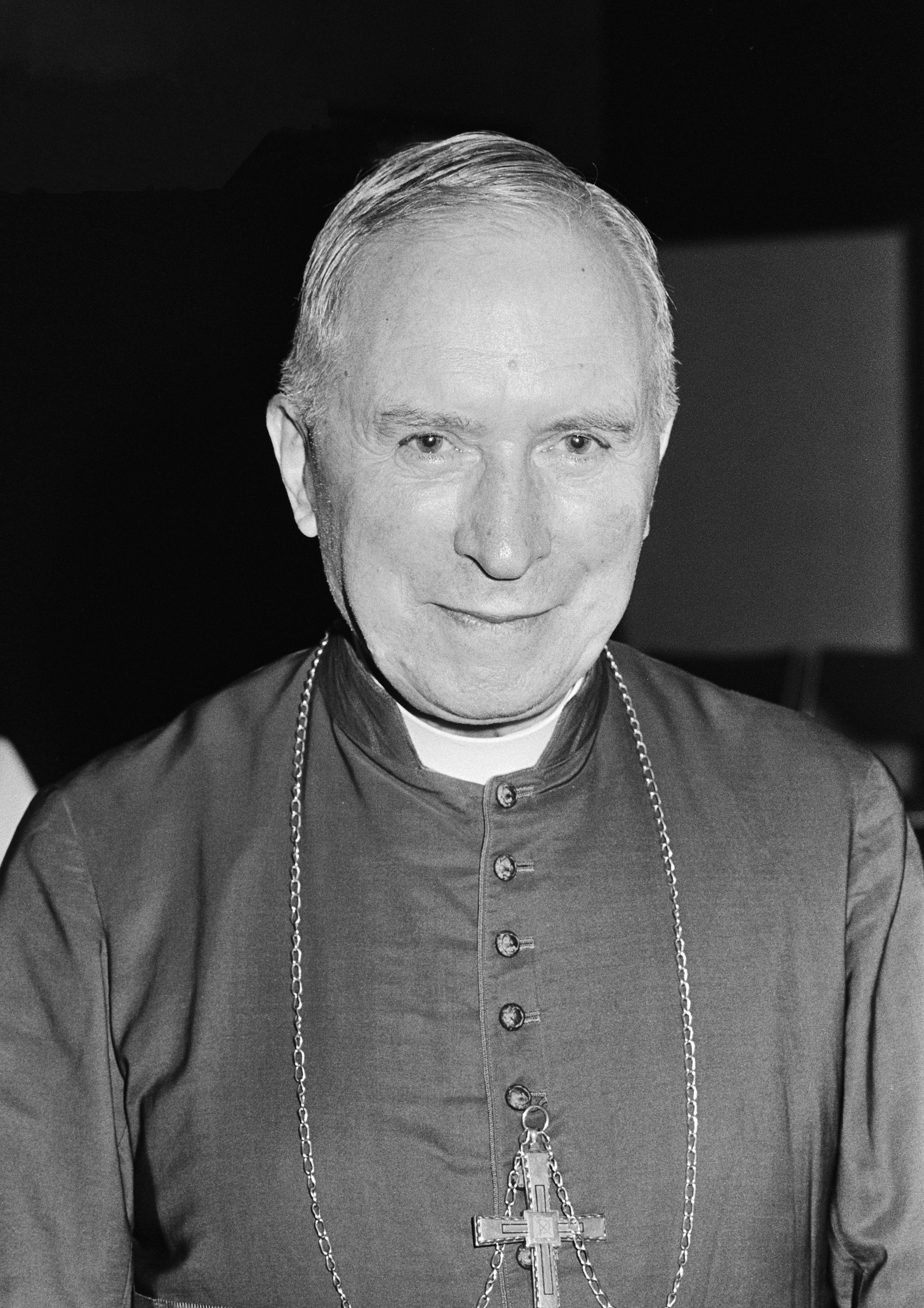
Marcel Lefebvre en 1981.

La crise traditionaliste, née du concile Vatican II dans les années 1970, aboutit en 1988 à l'excommunication de Marcel Lefebvre après la consécration illicite de quatre évêques issus de la Fraternité Saint-Pie-X : Bernard Fellay, Bernard Tissier de Mallerais, Alfonso de Galarreta et Richard Williamson. Afin de normaliser ses relations avec la frange traditionaliste opposée à ces sacres, le pape Jean-Paul II crée en 1988 la Commission pontificale Ecclesia Dei.
En 2007, par le motu proprio Summorum Pontificum, Benoît XVI libéralise l'usage de la forme tridentine du rite romain. En 2009, il lève l'excommunication des quatre évêques sacrés par Lefebvre en 1988.

## Principaux courants du traditionalisme
Le traditionalisme peut être divisé en plusieurs courants ayant chacun ses caractéristiques. Il y a d'abord les instituts et communautés traditionalistes anciennement Ecclesia Dei, directement rattachés au Saint-Siège, qui acceptent le concile Vatican II.
Ensuite, vient la Fraternité sacerdotale Saint-Pie-X dont les membres rejettent les textes de Vatican II touchant à la liberté religieuse, à l'œcuménisme et à la collégialité. Une scission donne naissance en 2012 à l'Union sacerdotale Marcel-Lefebvre (it), fondée par Richard Williamson, hostile à tout rapprochement avec le Saint-Siège.
Enfin, le dernier courant est composé des sédévacantistes qui refusent le Concile Vatican II et l'autorité romaine.

### InstitutsEcclesia Dei
Les principaux instituts sont :
- l'Administration apostolique personnelle Saint-Jean-Marie-Vianney (Campos - Brésil) ;
- la Fraternité sacerdotale Saint-Pierre ;
- l'Institut du Bon-Pasteur (qui dispose dans ses constitutions du droit d'effectuer une « critique constructive » du concile Vatican II) ;
- l'Institut du Christ Roi Souverain Prêtre ;
- l'Institut Saint-Philippe-Néri (Berlin - Allemagne) ;

En plus de ces communautés dépendant directement de Rome, d'autres congrégations de droit diocésain, c'est-à-dire relevant de l'autorité d'un évêque, pratiquent l'ancienne liturgie.
- la Société des missionnaires de la miséricorde divine (Toulon - France)

#### Congrégations religieuses
Plusieurs congrégations religieuses ont obtenu une autorisation particulière d'utiliser la forme tridentine au lendemain de Vatican II ou ont continué d'elles-mêmes de l'utiliser jusqu'à l'indult Quattuor abhinc annos du 3 octobre 1984 du pape Jean-Paul II.
- Bénédictins :
  - Membres de la congrégation de Solesmes : 
    - Abbaye Notre-Dame de Donezan (Carcanières - France)
    - Abbaye Notre-Dame de Fontgombault (Fontgombault - France)
    - Abbaye Notre-Dame de Randol (Saint Amand Tallende - France)
    - Abbaye Notre-Dame de Triors (Triors - France)
    - Abbaye Saint-Paul de Wisques (Wisques - France)
    - Abbaye Notre-Dame de l'Annonciation de Clear Creek (Hulbert - États-Unis)

  - Abbaye Notre-Dame-de-l'Annonciation du Barroux (Le Barroux - France)
  - Abbaye Sainte-Madeleine du Barroux (Le Barroux - France)
  - Abbaye Sainte-Marie de la Garde (Saint-Pierre de Clairac - France)
  - Basilique Saint-Benoît de Norcia (Norcia - Italie)[2]
- Cisterciens de l'Abbaye de Vyšší Brod (Vyšší Brod - République tchèque)
- Chanoines réguliers :
  - Famille canoniale de la Mère de Dieu :
    - Chanoines réguliers de la Mère de Dieu (Lagrasse - France)
    - Chanoinesses régulières de la Mère de Dieu (Azille - France)

  - Chanoines réguliers de Saint-Jean-de-Kenty (Chicago - États-Unis)
- Dominicains (ou d'inspiration dominicaine) : 
  - Fraternité Saint-Vincent-Ferrier (Chéméré-le-Roi - France)
  - Dominicaines du Saint-Esprit (Pontcallec - France)
- L'OASIS de Jésus Prêtre[3] (Barcelone - Espagne)
- Frères franciscains de l'Immaculée (Italie)

### Sédévacantistes
Les sédévacantistes rejettent la validité du clergé ordonné après les réformes de 1969, ainsi que l'autorité des papes depuis 1963, de Paul VI à François avec lesquels ils ne sont pas en union. Ces papes seraient, selon eux, chefs d'une nouvelle Église.

## Mouvements laïcs
De fait, les traditionalistes français comptent parmi leurs rangs de nombreux royalistes ou proches de l'extrême-droite.
Des années 1950 aux années 1990, une des revues les plus marquantes dans ce milieu a été Itinéraires, du maurrassien Jean Madiran. Y ont collaboré la plupart des intellectuels catholiques traditionalistes comme l'économiste Louis Salleron, qui dénonça la « nouvelle messe », ou le romancier Michel de Saint-Pierre, qui fonda l'association Credo en 1975. On peut citer aussi le Comité français pour l'unité de l'Église et les Silencieux de l'Église de Pierre Debray, autre maurassien, à partir de 1969.

### Una Voce
En France, les laïcs fondent en 1964 l'association Una Voce afin de défendre la messe traditionnelle, le chant grégorien et le latin dans la liturgie catholique romaine. Une organisation internationale voit le jour en 1967, lorsque des sociétés nationales fondent la Fédération Internationale Una Voce, qui regroupe aujourd'hui des associations établies dans plus de quarante pays. La Société pour la messe en latin en Angleterre et au Pays de Galles créée en 1965 au Royaume-Uni fait partie de cette fédération internationale.

### Civitas
Héritier de la Cité catholique de Jean Ousset, Civitas, aussi connu sous le nom de France Jeunesse Civitas ou Institut Civitas, est un institut social et politique français qui se définit lui-même comme un « lobby catholique traditionaliste ». Cet institut est réputé proche des catholiques intégristes et de l'extrême droite,. Il est très fortement lié à la Fraternité sacerdotale Saint-Pie-X. En août 2023, le ministre de l'Intérieur français Gérald Darmanin engage la dissolution du mouvement après des propos antisémites d'un invité de l'université d'été de Civitas. Cette dissolution est approuvée le 4 octobre 2023 par le Conseil des ministres,.

### Filmographie
- À la droite du Vatican, les traditionalistes, film documentaire de Grégory Laville, France, 2009, 55'

### Banques de données, dictionnaires et encyclopédies
- Notices d'autorité :   - LCCN
  - Israël